# Power FC
Le Power FC est un club ghanéen de football basé à Koforidua.
Le club évolue pour la première fois en première division lors de la saison 1999.